# Google Now
Google Now byl inteligentní osobní asistent vyvinutý společností Google; jednalo se o podobnou službu jako je Asistent Google, Siri a Cortana. Google Now byl dostupný v mobilní aplikaci Vyhledávač Google pro Android a iOS, stejně tak pro internetový prohlížeč Google Chrome na osobních počítačích. Google Now používal uživatelské rozhraní přirozeného jazyka (NLUI), aby odpověděl na dotazy, vytvořil doporučení a provedl akci přenesením požadavků na sadu webových služeb. Kromě zodpovídání uživateli iniciovaných dotazů, Google Now iniciativně přináší uživatelům informace, o kterých předpokládá (na základě jejich vyhledávacích návyků), že je mohou chtít. Služba byla poprvé zahrnuta do Androidu 4.1 („Jelly Bean“), který byl vydaný 9. července 2012 a byl prvně podporovaný smartphony Galaxy Nexus. Služba je od 29. dubna 2013 dostupná pro iOS bez většiny jejích funkcí. Google Now byl přidán jako aktualizace aplikace vyhledávače Google a později byl přidán i do Google Chrome 24. března 2014. Časopis Popular Science označil Google Now jako „Inovaci roku“ 2012.
Google Now skončil v roce 2018 a byl nahrazen Google Asistentem.

## Historie
Koncem roku 2011 se vynořily zprávy, že Google významně vylepšil svůj produkt Hlasové vyhledávání Google do následující verze Androidu. Původně měl projekt krycí název „Majel“ po Majel Barrettové, manželce Gena Roddenberryho a hlasu počítačového systému ve Star Treku; projekt měl ale také krycí název „assistant“.
27. června 2012 by Google Now představen jako součást první ukázky Androidu 4.1 jelly Bean na konferenci Google I/O.
29. října 2012 dostala služba Google Now přes Obchod Google Play aktualizaci přinášející doplnění karet Gmailu. Google Now zobrazoval karty s informacemi vytaženými s uživatelova Gmailového účtu jako letové informace, sledování informací o zásilce, hotelové a restaurační rezervace (pouze pokud Gmailový účet není účet Google Apps). Další přidané karty byly filmy, koncerty, burzovní a zpravodajské informace založené na poloze uživatele a historii hledání. Také byla přidána možnost vytvořit události do kalendáře pomocí hlasového vstupu, například „Vytvoř novou schůzku na večeři s Pavlem na příští čtvrtek v 7 hodin večer“.
5. prosince 2012 přinesla aktualizace aplikace Google několik nových funkcí to Google Now včetně karet blízkých událostí, vyhledávání kamerou v muzeu nebo v obchodě, letenek nalezených v emailu (nejprve United Airlines, další letecké společnosti následovaly). Navíc mohl nyní Google Now zobrazovat karty s počasím v blížících se cestovních destinacích, připomenutím narozenin a měsíční souhrnu jízdy na kole a chůze. Byly také přidány nové hlasové funkce jako možnost přidat příspěvek na Google+, schopnost rozpoznání písničky a možnost scanování čárových kódů. Z neznámého důvodu ale byla aktualizací na verzi 2.5 odstraněna možnost vyhledávání fotoaparátem.
21. března 2013 prohlásil výkonný ředitel Googlu, Eric Schmidt, že Google předložil verzi Google Now pro iOS Applu na revizi a že aplikace čeká schválení, ale později prohlásil, že to nebyla pravda, poté co Apple popřel, že tomu tak bylo. Přesto byla od 29. dubna 2013 dostupná verze Google Now pro iOS po aktualizaci aplikace Vyhledávání Google.
Podle revize protokolů kódu Google Chrome z prosince 2012 se očekávala integrace Google Now do desktopové verze Google Chrome. Podle Setha Rosenblatta z CNETu se mluví o tom, že Google Now bude od listopadu 2013 sloužit jako náhrada za službu iGoogle. 15. května 2015 na konferenci Google I/O 2013 oznámil Google vydání verze Google Now pro desktopové platformy; funkce budou dostupné přes Google Chrome nebo Google Chrome OS. 16. ledna 2014 byla dostupná desktopová alfa verze služby Google Now přes Google Chrome Canary, ačkoliv tato verze aplikace postrádala některé karty dostupné v mobilní verzi Google Now jako veřejná upozornění, místa k fotografování v okolí, přehled aktivit a burza. 24. března 2014 začal Google vypouštět Google Now pro uživatele Google Chrome, kteří byli přihlášeni do svého Účtu Google ve svém prohlížeči.

## Funkce

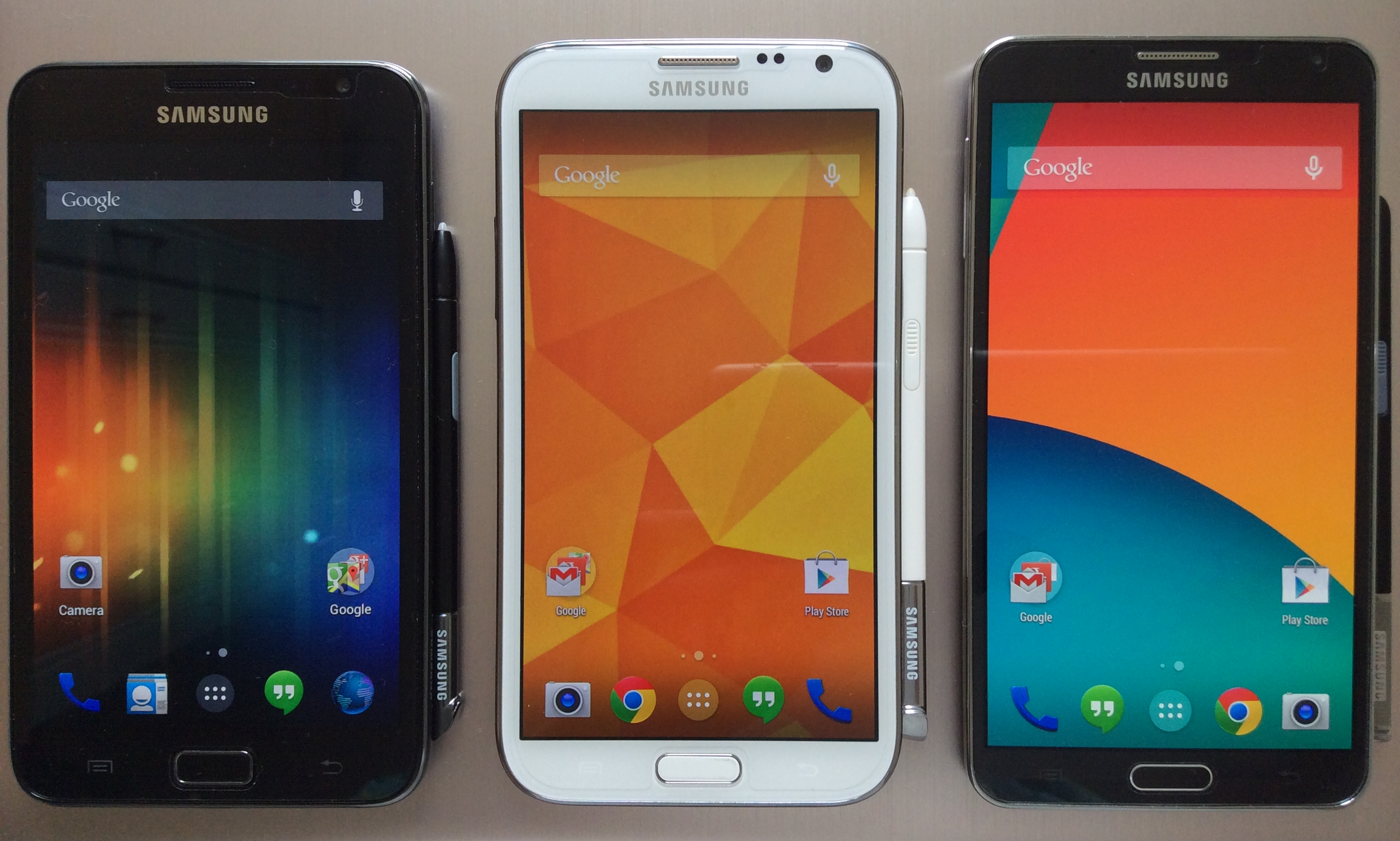
Spouštěč Google Now

Google Now je implementován jako funkce aplikace vyhledávače Google. Rozeznává opakující se činnosti, které uživatelé provádějí na svém zařízení (obvyklé lokality, opakující se schůzky, vyhledávací dotazy, atd.), aby zobrazil uživatelům relevantnější informace ve formě „karet“. Systém využívá projekt Googlu Knowledge Graph, systém používaný pro sestavení podrobnějších výsledků vyhledávání na základě analýzy jejich významu a propojení.
Specializované karty v současné době zahrnují:
- Aktualizace internetových stránek
- Burza
- Čas příjezdu/příchodu domů
- Další schůzka
- Doprava a přeprava
- Filmy
- Hotely
- Koncerty
- Letenky
- Lety
- Měna
- Místa
- Místa k fotografování v okolí
- Místo parkování
- Na co se dívat
- Nadcházející a aktuální zprávy
- Narozeniny přátel
- Nové alba/knihy/videohry/díly televizních pořadů
- Počasí
- Přehled aktivit (chůze/jízda na kole)
- Překlady
- Připomenutí času
- Připomenutí míst
- Připomenutí událostí
- Restaurační rezervace
- Sporty
- Události
- Události v okolí
- Vaše narozeniny
- Veřejná doprava
- Veřejná upozornění
- Výpis produktů
- Výzkumná témata
- Zajímavosti v okolí
- Zásilky
- Zpravodajská témata

Google oznámil, že začne podporovat karty aplikací třetích stran. Tyto zahrnují aplikace Airbnb, Duolingo, Fandango, Lyft, Pandora, The Guardian a Zillow, mimo jiné.

## Přijetí
Scott Webster z CNETu chválil schopnost Google Now připomínat uživatelům události na základě historie a oznámení polohy a také chválil poskytování „okamžitých informací čistým, intuitivním způsobem“, aniž by o to uživatel žádal. Recenze Ryana Paula z Ars Technica uvádí, že, jako většina dalších hlasem ovládaných aplikací včetně Siri, je rozpoznání hlasu hlavní problém, ale poznamenal, že schopnost psát dotazy poskytuje uživatelům alternativu. Někteří komentátoři poznamenali, že prediktivní síla Google Now ukazuje, „jaké množství dat a informací ve skutečnosti má Google o rutině a denním životě uživatelů.“